# 鬱陵空港
鬱陵空港（ウルルンくうこう、朝鮮語: 울릉공항、英語: Ulleung Airport）は、大韓民国慶尚北道鬱陵郡鬱陵邑沙洞里（鬱陵島）に建設中の空港。

## 計画
2020年11月27日に着工し、2028年下半期までの工期が予定される。総事業費6,633億ウォンで、長さ1200 m×幅30 mの滑走路1本と旅客ターミナルを備え、50人乗り以下の小型航空機が運航することになる。
この事業は鬱陵島の南端に位置する可頭峰（가두봉、194 m）を削り、そこから得られた岩石と土砂で、可頭峰東北側に位置する沙洞港（사동항）防波堤の外海を23万6千平方メートル余り埋め立てて、この切土地と埋立地に滑走路と係留場、旅客ターミナルを建てるという計画である。

## 歴史
鬱陵島における空港事業は、1980年代から数回に渡り推進されたが、工事の難しさによる莫大な予算投入に比べて期待される便益が少なく、経済性が問題となって実行されなかった。
2010年に実施された企画財政部の予備妥当性調査でも経済性分析(B/C)の数値は0.77にとどまり、経済性が低いという理由で事業が保留され、2012年には滑走路長を1,200 mから1,100 mに、滑走路敷地の幅を150 mから80 mにそれぞれ減らし、事業費を2010年の6千400億ウォンから4798億ウォンに下げて予備妥当性調査を再実施したが、便益をより保守的に評価したため、B/C（費用便益比）数値は0.70とさらに低くなった。
しかし、2013年、同内容の事業案が特別な理由もなくB/Cが1.19とされ、便益が費用を超えるという評価を受けて予備妥当性調査に合格し、建設が確定した。当時は2014年から空港を建設して2020年に開港する計画だった。
2015年には滑走路の長さを1,100 mから再び1,200 mに伸ばし、事業費を4798億ウォンから5805億ウォンに増額する基本計画が告示された。この時は2016年から空港を建設し、2020年末に開港することを計画した。
2016年にターンキー（設計・施工一括入札）方式で工事が発注されたが、滑走路建設などを目的に海を埋め立てるために削り取ることにした可頭峰の岩石が埋め立てに用いるには強度が不足していることが明らかになり、これにより工事費が1千億ウォン近く追加でかかると予想され、工事は流札となった。これにより2017年には開港計画が2022年以降に再び延期された。
2019年に、政府は鬱陵空港建設事業費を6千633億ウォンに増やし、2020年から空港を建設して2026年上半期に開港すると計画を修正した。
2020年11月27日、公式に着工式がおこなわれた。

## 経済性と特異性
- 鬱陵空港計画が予備妥当性調査に合格した2013年の経済性分析(B/C)は、直前年度の2012年のB/Cに比べて費用はそのままであったが便益は1年で1.7倍増加した。一方、事業費は、予備妥当性調査に合格するために減らした4798億ウォンから、再び経済性がないと評価された2010年水準の6633億ウォンに増加した[1][3][4]。
- 鬱陵島は日本海の只中に位置する火山島で、地形特性上、島の山間地域に空港敷地を造成することが困難で、水深の深い海を埋め立てなければならないが、事業敷地周辺の埋立用として使える岩石は83万立方メートルであるのに対し、埋立工事にはその4.2倍の350万立方メートルの岩石が必要で、大きく不足している[10]。 一部では、膨大な事業費を半分以上減らせるとして浮遊式滑走路が代案として提示されたが、適用された空港の事例がないため排除された[12]。

### 軍用可能性
いわゆる「不沈空母」の概念で、鬱陵空港は日本海海上や、領有権争いのある竹島（韓国名：独島）の実効的支配を強化する軍事用としても利用される可能性がある。しかし、他の軍用空港とは異なり、鬱陵空港の場合、その規模から軍用機を運用するための設備が入るスペースが不足しており、軍空港としての機能を果たすには現在の計画をさらに変更しなければならないため、実現可能性は低い。